# Euronics
Euronics és una multinacional de distribució d'electrodomèstics europea que nasqué el 1990 a Amsterdam. Agrupa unes 11.000 botigues que conformen el grup de compres més gran d'Europa i el segon en volum de vendes d'electrodomèstics. El 2012 estava a la segona posició en vendes entre els grups de minoristes internacionals, per darrere de Saturn i per davant de Dixons, Expert i Darty. El 2012 incorporà botigues de Turquia i Portugal i el 2013 un total de 477 punts de venda espanyols.